# Robert Brough Smyth

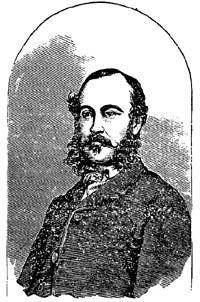
Robert Brough Smyth

Robert Brough Smyth (* 18. Februar 1830 bei Wallsend oder in Carville bei Newcastle upon Tyne; † 9. Oktober 1899 in Melbourne) war ein australischer Geologe und Bergbauingenieur.

## Leben
Smyth war der Sohn eines Bergbauingenieurs und sein Großvater mütterlicherseits Barnabas Brough war, wie dessen Bruder William, ein zu seiner Zeit bekannter Ingenieur. Smyth wurde von seinem Vater in Bergbau und Hüttenwesen unterrichtet und interessierte sich für Naturwissenschaften, Chemie und Geologie. Er war fünf Jahre Assistent in den Derwent Iron Works und Angestellter der Consett Iron Works, bevor er 1852 nach Victoria auswanderte, angelockt durch den Goldrausch. Er arbeitete im Straßenbau zu den Goldfeldern und wurde 1853 Zeichner sowie bald darauf leitender Zeichner für den obersten Landvermesser in Victoria, Andrew Clarke. Außerdem war er ab 1855 für die meteorologischen Beobachtungen zuständig. 1858 wurde er Sekretär des Board of Science der Kolonie und 1860 bis 1876 Sekretär, zuständig für den Bergbau. Ab 1875 war er Generalinspektor des Bergbaus und reorganisierte 1871 die geologische Landesaufnahme. Smyth hatte eine Zeit lang einen dominierenden Einfluss auf die Bergbaupolitik der Kolonie. 1876 trat er aber zurück, nachdem eine Untersuchungskommission Vorwürfe tyrannischer Behandlung von Untergebenen nachging. Die Kommission fand die Vorwürfe im Wesentlichen zutreffend, lobte aber auch seine Energie und Zielstrebigkeit in den von ihm wahrgenommenen Ämtern.
Ab 1878 erstellte er einen Bericht über vermutete Goldvorkommen Wynaad für die Regierung in Madras, den er 1880 abschloss und danach für eine lokale Goldbergbaugesellschaft als Bergbauingenieur arbeitete. Die erhofften Funde blieben aber aus und viele Anleger verloren ihr Geld. Smyth kehrte nach Victoria zurück, schrieb Zeitschriften-Artikel über Bergbau, Geologie und Völkerkunde und leitete 1883 bis 1887 eine Bergbauschule.
Smyth war auch zeitweise Mitglied des Board for the Protection of Aborigines und veröffentlichte einen Bericht über deren Lage (der auf der Arbeit einer Reihe von Mitarbeitern basierte).
Er war Fellow der Geological Society of London und der Linnean Society of London.

## Schriften
- The Gold Fields and Mineral Districts of Victoria. 1869.
- The Prospector’s Handbook.
- The Manners and Customs of the Aboriginal Natives of Australia. 1878.

## Leben
- Michael Hoare: Smyth, Robert Brough (1830–1889). In: Douglas Pike (Hrsg.): Australian Dictionary of Biography. Band 6. Melbourne University Press, Carlton (Victoria) 1976, ISBN 0-522-84108-2 (englisch).
- Philip Mennell: Smyth, Robert Brough. In: The Dictionary of Australasian Biography. Hutchinson, London 1892, S. 425 (englisch, Wikisource).